# Qasr al-Bint
Il Qasr al-Bint era uno dei principali templi della città di Petra e una delle poche strutture costruite (piuttosto che scavate nella roccia) ancora relativamente intatte.

## Storia e descrizione
Il monumento fu costruito nel periodo nabateo intorno al 30 a.C. I blocchi di arenaria gialla venivano per lo più trasportati da una cava situata a poche centinaia di metri a valle nel Wadi es-Siyagh.
L'edificio era alto 23 metri nella sua versione iniziale.
Il nome dato dai beduini (Qasr al-Bint Firaun) significa "il palazzo della figlia del faraone", era in effetti il più grande luogo di culto della città, a priori dedicato al dio Dushara, ma potrebbe essere anche per la dea Al-Uzza.
Dopo la conquista romana, è modificato e adattato agli dei romani, forse ad Apollo, e mantiene una posizione centrale nella città, alla fine della strada principale (Cardo Maximus) e nelle immediate vicinanze del principale tempio romano e del mercato.
Il tempio, probabilmente già poco attivo e danneggiato verso la fine del III secolo, è quasi completamente distrutto dal terremoto del 19 maggio 363 prima di essere presumibilmente abbandonato. È stato ampiamente restaurato nel XX secolo.